# بومرداس
«بلدية بومرداس» تابعة إقليميا إلى دائرة بومرداس ولاية بومرداس.

## الوديان
يتضمن إقليم هذه البلدية العديد من الوديان منها:
- وادي بومرداس
- وادي قورصو

## معرض الصور

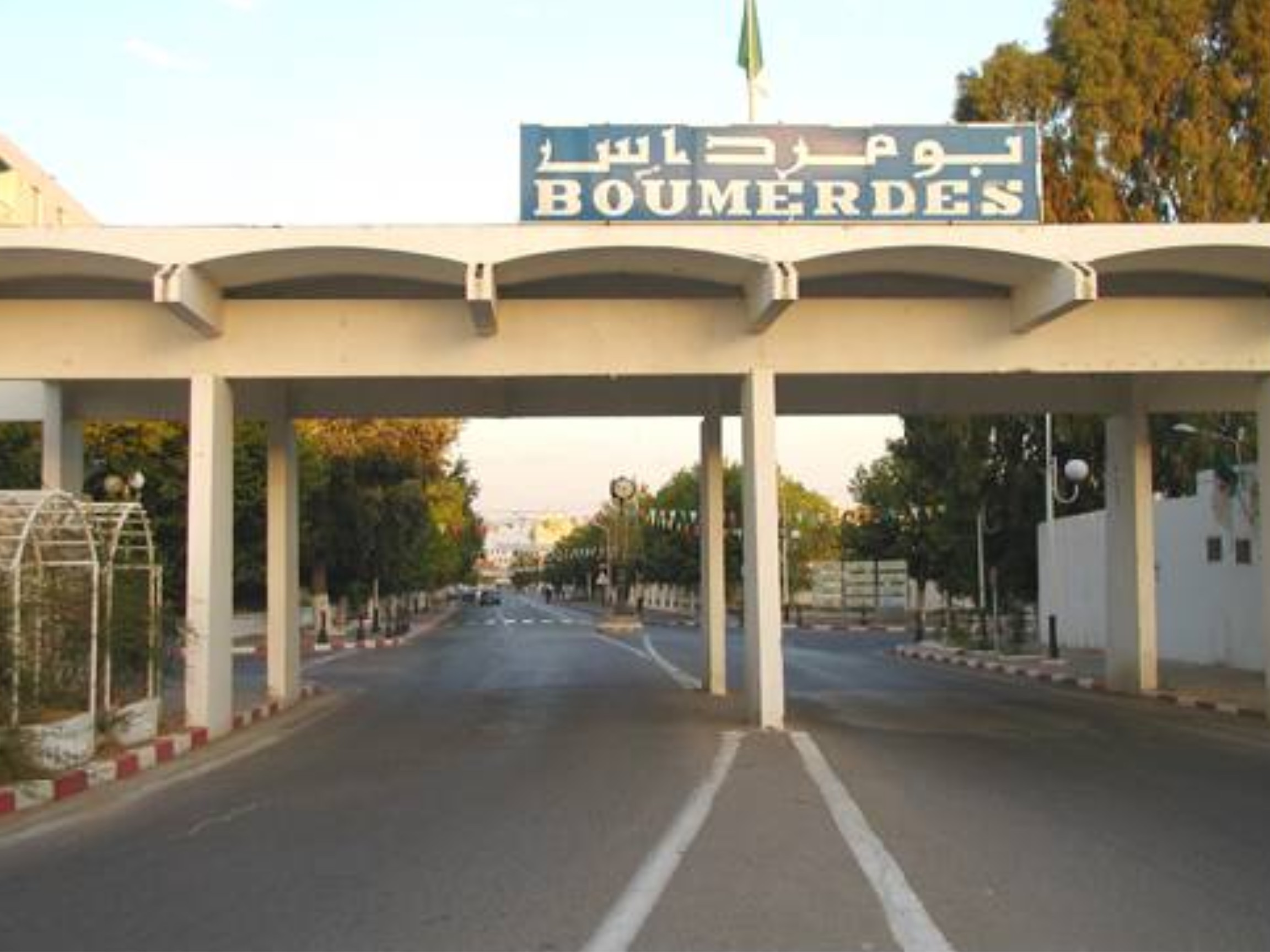
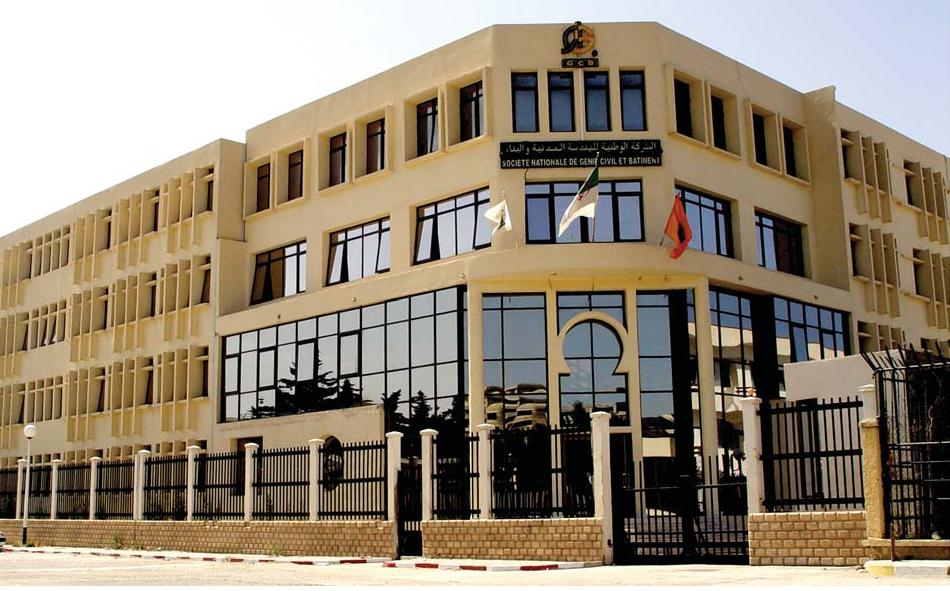
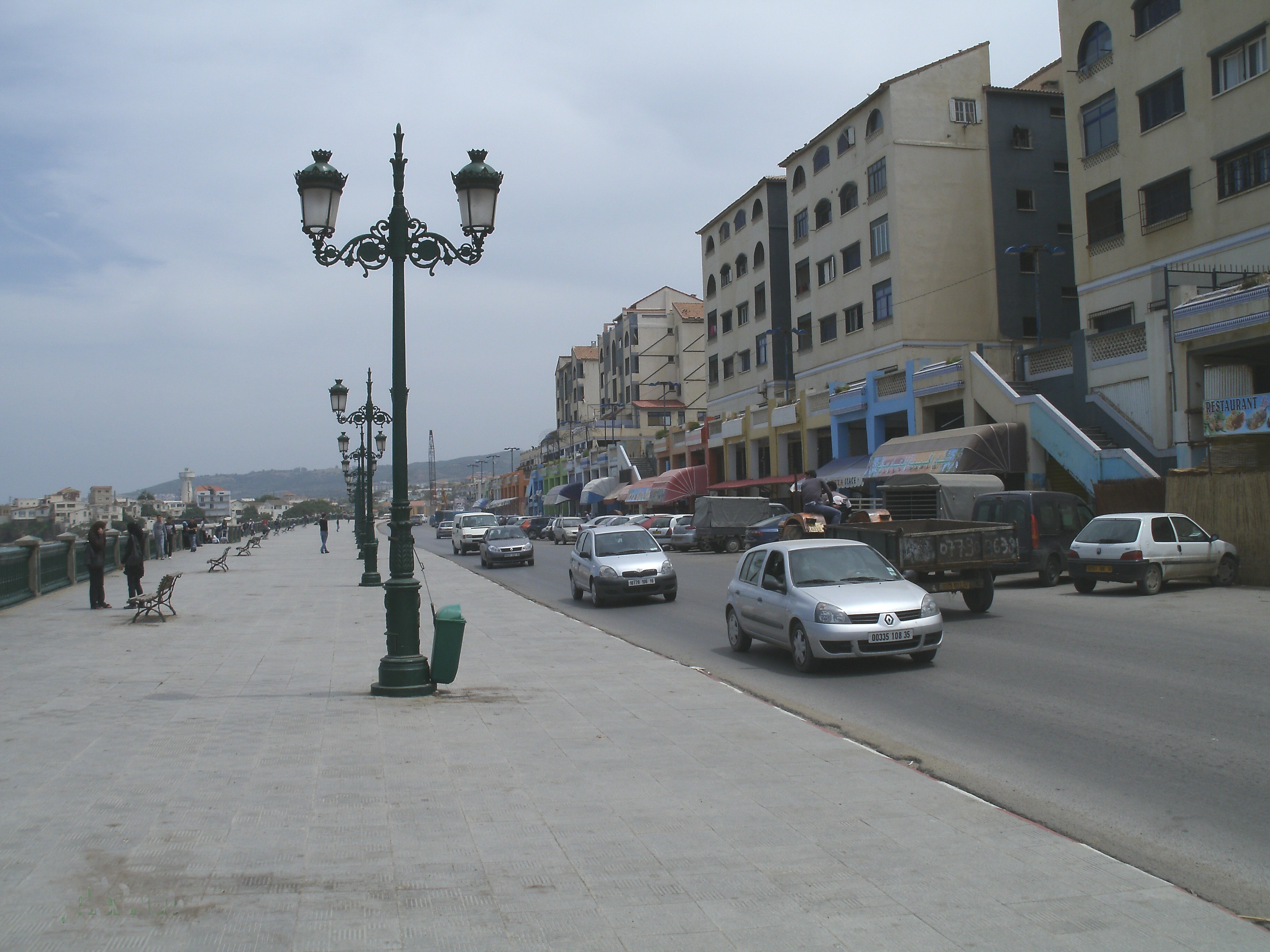
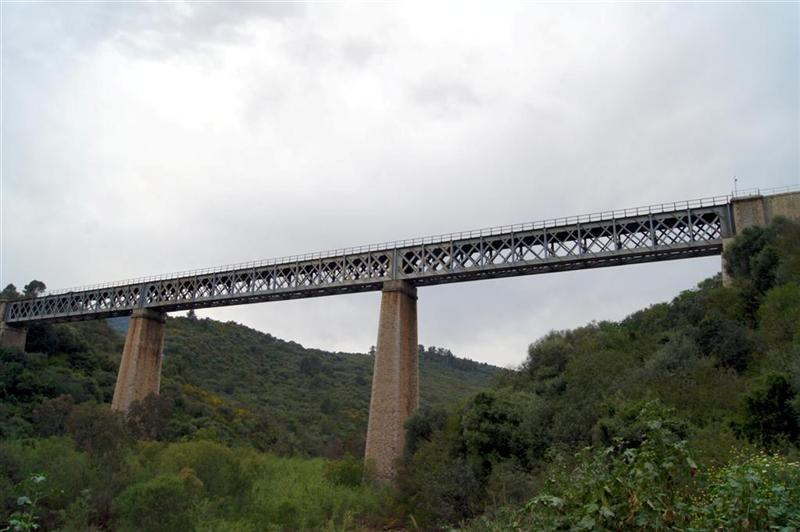

## أعلام
- عادل جرار
- الوناس بن دحمان
- عبد الحفيظ بن شبلة
- عبد الرحمن فارس

## وصلات أخرى

### وصلات داخلية
- ولاية بومرداس
- دائرة بومرداس

## مواضيع ذات صلة
- بلديات ولاية بومرداس
- دوائر ولاية بومرداس